# Simon Judas Thaddäus Schmidt
Simon Judas Thaddäus Schmidt (* 8. November 1653 in München; † 7. Februar 1691) war ein deutscher Geistlicher.
Schmidt erhielt am 18. September 1677 die Diakonweihe und am 18. Dezember 1677 die Priesterweihe. Am 28. April 1687 ernannte Papst Innozenz XI. ihn zum Weihbischof in Freising und Titularbischof von Tricca. Johann Eustach Egolf von Westernach, Weihbischof in Augsburg, spendete ihm am 3. August 1687 in Augsburg die Bischofsweihe.